# 久々野歴史民俗資料館
久々野歴史民俗資料館（くぐのれきしみんぞくかん）は、岐阜県高山市久々野町にある博物館。

## 概要
- 高山市歴史民俗資料館の一つである。大野郡久々野町の久々野町歴史民俗資料館として1983年（昭和58年）開館[2][3]（建物は1982年（昭和57年）12月完成[1]）。2005年（平成17年）に上宝村が高山市に編入されると、久々野歴史民俗資料館に改称する。
- 縄文時代の集落跡の堂之上遺跡（1980年（昭和55年）3月24日国史跡に指定）の出土品、及び久々野地区の考古資料、歴史資料、民俗資料などを保管展示する。また、建物は堂之上遺跡に隣接する。

## 施設概要
1階
- 収蔵庫
- 学習室兼展示室

2階
- 展示室

## 利用案内
- 所在地：岐阜県高山市久々野町久々野2262-1
- 開館時間：8:30 - 17:00
- 休館日：月曜日（月曜日が祝日の場合は翌日）、冬期（12月1日 - 3月31日）
- 入館料：無料

## 交通アクセス

### 公共交通機関
- JR高山本線久々野駅下車、徒歩約5分

## 周辺施設
- 堂之上遺跡
- 高山市立久々野中学校
- 高山市立久々野小学校
- 久々野駅
- 高山消防署大野分署